# Louise Seidler
Pour les articles homonymes, voir Seidler.
Louise Seidler (Iéna, 15 mai 1786 - Weimar 7 octobre 1866) est une peintre allemande de la cour des ducs de Weimar, conservatrice de leur collection d'art et une amie proche du poète Goethe et du peintre Georg Friedrich Kersting.

## Biographie

### Jeunesse
Fille d'August Gottfried Ludwig Seidler, maître d'écurie de l'Université d'Iéna, Louise Seidler est née le 15 mai 1786. Elle a passé sa petite enfance avec sa grand-mère (qui lui a appris la musique et la dessin) puis, après la mort de celle-ci, elle a été adoptée par la femme du docteur Stieler, de Gotha. Son amour de l'art s'est accru grâce au sculpteur Friedrich Wilhelm Eugen Döll, qui était revenu à Gotha après un séjour de onze ans à Rome.
Elle est revenue à Iéna, où elle a vécu chez son père, près de la maison de Goethe au château d'Iéna, dont elle a donc fait la connaissance dans son enfance. Elle est aussi devenue l'amie de Silvie von Ziegesar (en) et de Pauline Gotter (en), la future femme de Schelling. Louise Seidler a été admise dans les cercles intellectuels de la ville, où évoluaient à cette époque Friedrich Schiller, Johann Gottlieb Fichte, Friedrich Wilhelm Schelling, Georg Wilhelm Friedrich Hegel, les frères Alexander et Wilhelm von Humboldt, les frères Friedrich et August Wilhelm Schlegel, Friedrich Tieck, Clemens Brentano, Johann Heinrich Voß, Heinrich Paulus, Friedrich Immanuel Niethammer, Zacharias Werner, etc. Goethe l'a principalement croisée chez l'éditeur Carl Friedrich Ernst Frommann et a commencé à s'intéresser à elle.

### Mariage
Le 14 octobre 1806, l'armée française a remporté la bataille d'Iéna, et elle a occupé la ville jusqu'en 1807, exposant ses habitants au logement des troupes et aux pillages. Durant cette période, Louise est tombée amoureuse et a épousé le médecin Geoffroy, qui faisait partie du corps du maréchal Bernadotte. Il a reçu l'ordre de partir en Espagne, où il est peu après mort des fièvres dans un hôpital militaire. Ses parents ont alors envoyé Louise à Dresde pour la distraire de son veuvage et dissiper sa peine.

### Début de carrière

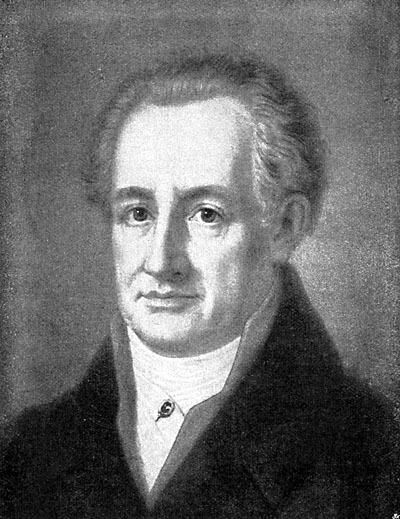
Reproduction de 1905 de son portait de Goethe de 1811.

Après avoir visité la Gemäldegalerie Alte Meister, qui avait déjà impressionné Goethe, elle a décidé de devenir peintre ; elle a fait des progrès rapides sous la direction du peintre Christian Leberecht Vogel, qui lui donnait des cours gratuitement. Goethe a séjourné 10 jours à Dresde en revenant de Karlsbad et il a tellement apprécié sa copie de la Sainte Cécile de Carlo Dolci qu'il l'a invitée à Weimar, où elle a réalisé son portrait. Jusqu'à la mort de sa mère en 1814 elle a passé les mois d'hiver à Weimar et Iéna et les mois d'été à Dresde, où elle a continuait à se former auprès du peintre Gerhard von Kügelgen. L'hiver 1811, elle a été invitée à Gotha par le duc Auguste de Saxe-Gotha-Altenbourg pour le peindre avec sa femme Caroline-Amélie de Hesse-Cassel et sa fille d'un premier mariage, Louise de Saxe-Gotha-Altenbourg. Louise Seidler a obtenu d'autres commandes lors d'autres séjours. La mort de sa mère le 23 septembre 1814 a marqué une rupture dans sa vie, car elle est retournée à Iéna tenir le foyer de son père, sans interrompre toutefois sa carrière artistique.

### Chapelle Saint-Roch de Bingen
En 1816, elle a terminé une peinture pour l'autel de Saint Roch de la Chapelle Saint-Roch de Bingen. Cette chapelle avait été relevée de ses ruines et reconsacrée le 16 août 1814 (jour de la fête de Saint Roch), avec la participation de Goethe. Ce tableau d'autel a été à l'origine d'une correspondance entre eux, où il a exprimé sa satisfaction pour cette œuvre.

### Munich (1817-18)
Grâce à Goethe, elle a reçu une bourse d'un an, d'un montant de 400 thalers du grand-duc Charles-Auguste de Saxe-Weimar-Eisenach pour se rendre à Munich pour continuer à étudier la peinture. Elle y est arrivée le 4 juillet 1817 avec des lettres de recommandation de Goethe qui lui ont permis d'être accueillie chez le philosophe Friedrich Heinrich Jacobi. À Munich, elle a retrouvé son amie Pauline Gotter (en), épouse de Friedrich Wilhelm Schelling depuis 1812, chez qui elle a rencontré le poète suédois Per Daniel Amadeus Atterbom. Auparavant sous l'influence de Johann Peter von Langer, directeur de l'Académie des beaux-arts de Munich, Louise Seidler a commencé à adopter un style plus personnel, tandis qu'elle cessait de copier les œuvres des autres pour étudier la nature (ce qu'elle avait jusqu'alors négligé). Elle a néanmoins copié le Portrait de Bindo Altoviti de Raphaël pour le grand-duc et dessiné les frises du Temple d'Apollon de Leo von Klenze au château de Nymphembourg pour Goethe. Le grand-duc lui a alors accordé une autre bourse d'études pour l'Italie, également de 400 thalers.

### Italie (1818-1823)

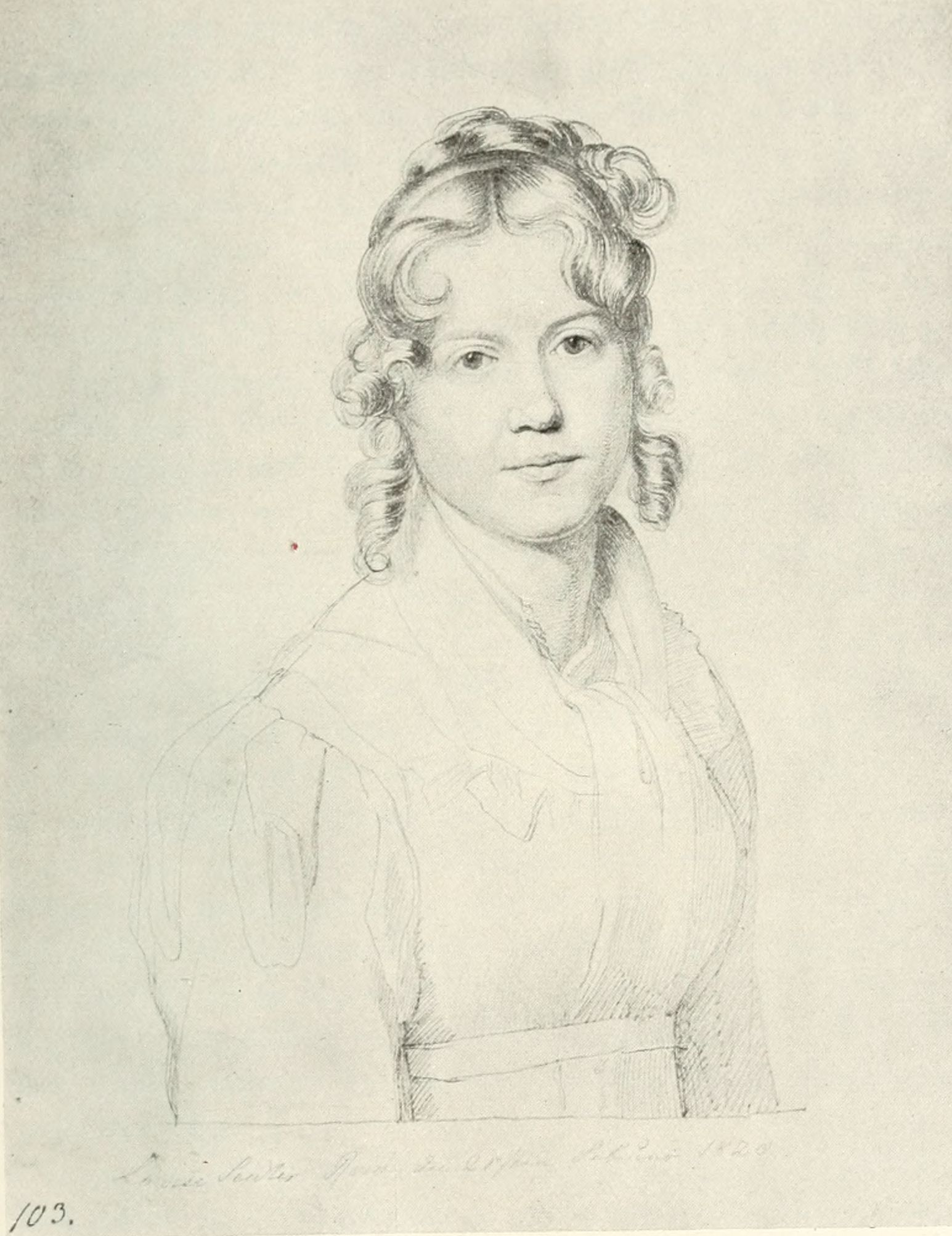
Autoportrait (Rome 1820).

Elle est partie le 20 septembre 1818 et arrivée à Rome le 30 octobre. Elle a vécu dans les cercles artistiques de la ville (habituellement sur le Pincio), également fréquentés par le peintre Julius Schnorr von Carolsfeld et les frères Johann et Philipp Veit. Cette colonie de peintres et sculpteurs allemands lui a donné accès à la vie artistique et sociale de la ville et de ses expatriés. Elle a été reçue chez Barthold Georg Niebuhr (envoyé prussien auprès du Vatican) et chez la femme de Wilhelm von Humboldt.
Au printemps 1819 elle a passé plusieurs mois à Naples et l'automne 1820 à Florence pour copier les toiles La Madone du Grand-Duc et La Vierge au chardonneret de Raphaël (tous deux à la Galerie des Offices) pour le grand-duc Charles-Auguste. Le peintre Friedrich Preller a été si impressionné par ces copies qu'il les a appelés « les meilleures copies que je connaisse ». (Une copie de La Vierge Tempi a été achetée par le roi Louis Ier de Bavière en 1826 pour la Pinacothèque de Munich.) À la fin de l'automne 1821 elle a quitté Florence pour Rome.
En avril et mai 1822 elle a copié Les Joueurs de violon, copie plus tard entrée dans la collection du palais de Sanssouci à Potsdam. En même temps, elle a commencé son propre tableau Sainte Elisabeth faisant des aumônes. Elle a déclaré que son séjour en Italie avait été la période la plus heureuse de sa vie, mais celle-ci a connu une fin abrupte en 1823, quand elle a appris que son père était tombé gravement malade et qu'elle a dû revenir en Allemagne.

### Retour à Weimar
Il n'y a qu'à son retour à Weimar qu'elle a trouvé le temps de finir son tableau de Sainte Élisabeth faisant des aumônes. Sur la recommandation de Goethe et de Johann Heinrich Meyer, le grand-duc Charles-Augustes l'a chargée de l'éducation de sa fille Mariana. À la mort de son père, elle aurait pu retourner en Italie, mais elle en a été empêchée lorsque le grand-duc l'a nommée en 1824 conservatrice de sa collection d'art à la Grossen Jägerhaus. À l'exception de quelques voyages, elle est donc restée à Weimar, où elle était très appréciée. Elle a entre autres comme élève Pauline Francke (future épouse du sculpteur Carl Steinhäuser). Elle a entretenu une correspondance animée avec Philipp Veit et sa femme Karoline et avec Dorothea Schlegel, parmi d'autres. C'est en grande partie grâce à elle que Johann Gottlob von Quandt (de) a fondé l'Association saxonne des arts et que Goethe a soutenu cette association. Jusqu'à sa mort en 1832, Goethe a été reconnaissant à Louise Seidler pour son aide (et vice-versa) et elle l'a beaucoup pleuré.
À l'automne 1832, elle a effectué un voyage en Italie d'un an avec Madame von Bardeleben. Elle a surtout maintenu des relations avec le peintre Friedrich Preller, qui l'a inspirée pour peindre des tableaux religieux et de dévotion, ce qui l'a éloignée d'une veine plus personnelle après son retour d'Italie. À la fin de sa vie, elle a aussi perdu progressivement la vue, ce qui l'a empêchée de terminer de nombreuses œuvres.

## Livres
Avant sa mort elle a écrit son autobiographie, Erinnerungen aus dem Leben der Malerin Louise Seidler (Mémoires de la vie de la peintre Louise Seidler), qui a été publiée par Hermann Uhde en 1873 et représente encore aujourd'hui une source majeure pour l'histoire de l'art de cette époque.

## Œuvres notables

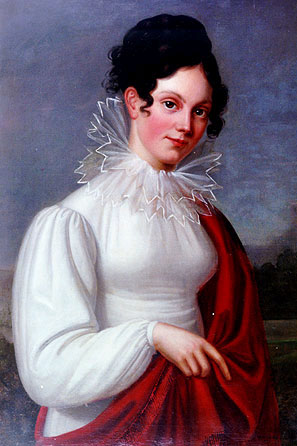
Portrait de Wilhelmine Herzlieb.

### Copies
- Sainte Cécile d'après Carlo Dolci
- d'après Raphaël :
  - Portrait de Bindo Altoviti, 1818
  - La Madone du Grand-Duc, 1820
  - La Vierge au chardonneret, 1820
  - La Vierge Tempi, 1821
- Les joueurs de violon, 1822

### Portraits
- Auguste de Saxe-Gotha-Altenbourg et sa famille, 1811
- Goethe, 1811
- Wilhelmine Herzlieb (en) (fille adoptive de Carl Friedrich Ernst Frommann)

### Divers
- Peinture d'autel de la Chapelle Saint-Roch de Bingen, 1816
- Portait au pastel de Sylvie von Ziegesar (en)
- Dessins des frises du temple d'Apollon, 1818
- Sainte Elisabeth faisant des aumônes, 1823